# UNITER 1998-1999
Ediția a VIII-a a Premiilor UNITER a avut loc în 1999 la Teatrul Național din București.

## Nominalizări și câștigători

### Cea mai bună piesă românească a anului 1998
- Noe care ne străbate memoria e o femeie de Ion Mircea – nereprezentată[1]